# Свети Теодор Стратилат (Мавронорос)
„Свети Теодор Стратилат“ (на гръцки: Αγίου Θεοδώρου του Στρατηλάτη) е възрожденска православна църква в гревенското село Мавронорос, Егейска Македония, Гърция.
Църквата е енорийски и гробищен храм на селото. Построена е в 1806 година от Георгиос Зякас, баща на Теодорос Зякас. През Втората световна война пострадва от германските окупатори. Приложена е програма за нейното възстановяване на стойност 450 000 евро.
В 1969 година църквата е обявена за паметник на културата.